# Морозов, Иван Якимович
Морозов Иван Якимович (13 сентября 1896, Уразметево, Чебоксарский уезд — 4 января 1944, Соликамский лагерь) — советский государственный деятель, политический комиссар 3-й стрелковой дивизии.

## Биография
Окончил Тюрлеминское двухклассное училище в 1912 году, участник революционных событий 1917 года, один из первых партийных и советских работников из Чувашской АССР. Служил в Красной Армии (1917-21). В 1918 году работал председателем ЧК Чебоксарского уезда, впоследствии наркомом внутренних дел Чувашской АССР, уполномоченный комитетом по заготовкам при СНК СССР. Неоднократно избирался членом Чувашского обкома, членом ЦИК ЧАССР и членом ЦИК СССР.
Окончил Коммунистический университет (1930).
В 1921-22 годах — начальник Чувашской областной милиции, одновременно уполномоченный области правления по эвакуации голодающих в Сибирь (1921-22), в 1923-24 годах — заведующей базой облпотребсоюза в городе Канаш.
В 1925 году народный комиссар внутренних дел Чувашской АССР, в 1926 году — председатель ревизион. комиссии акционерного общества «Акмарчувашлес» в Москве, в 1930-31 годах — зам. начальника планового управления Народного комиссариата почты и телеграфа СССР, в 1931-32 годах — народный комиссар земледелия Чувашской АССР, в 1933-38 годах — уполномоченный Комитета заготовок при СНК СССР по Чувашской АССР, в 1938 году — уполномоченный по заготовкам по Сталинградской области, в этом же году репрессирован.

## Некрография
Реабилитирован в 1956 году.

## Награды
- За участие в боях и за проявленную отвагу награждён орденом Красного Знамени.[источник не указан 2468 дней]
- Почётный милиционер Чувашской автономной области (1922 год)[2].